# Baby (film fra 2014)
 For alternative betydninger, se Baby (flertydig). (Se også artikler, som begynder med Baby)
Baby er en dansk kortfilm fra 2014 instrueret af Camilla Ramonn.

## Handling
6-årige Nadjaline vil gøre alt for at hjælpe sin mor, der er ramt af sorg efter at have mistet et barn i slutningen af sin graviditet. Så da Nadjaline ser en baby ligge alene i sin barnevogn ude foran en kiosk, tager hun det lille barn med hjem til sin mor.

## Medvirkende
- Nynne Filipsen, Nadjaline
- Ulla Vejby Kristensen, Mor
- Johan Brogaard Dyg, Baby
- Viktor Brogaard Dyg, Baby
- Amanda Laustsen, Legekammerat
- Andrea Liv Kristensen, Legekammerat
- Dagmar Vejby Assmann, Ekstra baby
- Malene Vejby Kristensen, Stand-in for mor
- Lise Brogaard, Stand-in for mor
- Ibrahim Abou-Ardi, Dreng på knallert
- Mohammed El-Hossein, Dreng på knallert
- Samir Yammin, Dreng på knallert
- Adnan El-Soussi, Dreng på knallert